# Exoprosopa curvicornis
Exoprosopa curvicornis är en tvåvingeart som beskrevs av Mario Bezzi 1924. Exoprosopa curvicornis ingår i släktet Exoprosopa och familjen svävflugor.
Artens utbredningsområde är Kenya. Inga underarter finns listade i Catalogue of Life.